# Cleptocaccobius balthasarianus
Cleptocaccobius balthasarianus är en skalbaggsart som beskrevs av Yves Cambefort 1979. Cleptocaccobius balthasarianus ingår i släktet Cleptocaccobius och familjen bladhorningar. Inga underarter finns listade i Catalogue of Life.